# Vernoux-en-Vivarais
Vernoux-en-Vivarais è un comune francese di 2 025 abitanti situato nel dipartimento dell'Ardèche della regione dell'Alvernia-Rodano-Alpi.

## Società

### Evoluzione demografica
Abitanti censiti